# Schwyzer Laufhund
Der Schwyzer Laufhund gehört zur Rasse Schweizer Laufhund, der eine von der FCI anerkannte Hunderasse aus der Schweiz ist (FCI-Gruppe 6, Sektion 1.2, Standard Nr. 59).

## Geschichte der Rasse
Die Rasse stammt aus dem Schweizer Kanton Schwyz. Schon vom Aussehen her ist er eng mit dem Hubertushund verwandt. Eine weitere Verwandtschaft weist auf Ähnlichkeiten mit benachbarten französischen Rassen auf: Porcelaine oder der ausgestorbene Francais Blanc et Orange. Früher gab es diese Variante auch mit Drahthaarfell, doch dieser Schlag ist inzwischen ausgestorben. Er zählt zu den vier Schweizer Laufhunden (Chiens courants suisse; Swiss Hounds; Sabueso Suizos), die von der FCI unter einem Rassestandard zusammengefasst wurden, aber bei Ausstellungen separat bewertet werden. 
Weitere Varianten:
- Berner Laufhund
- Jura Laufhund
- Luzerner Laufhund

## Kurzbeschreibung
- Bis 59 cm großer und 23 kg schwerer Jagdhund.
- Die Ohren sind weit hinten angesetzt, sehr groß, schwer, gefaltet und gedreht.
- Haar: kurz, derb und dicht
- Farbe: weiß mit orangen Flecken oder einem orangen Sattel, manchmal mit einigen orangefarbenen Spritzern; ein oranger Mantel ist zulässig.

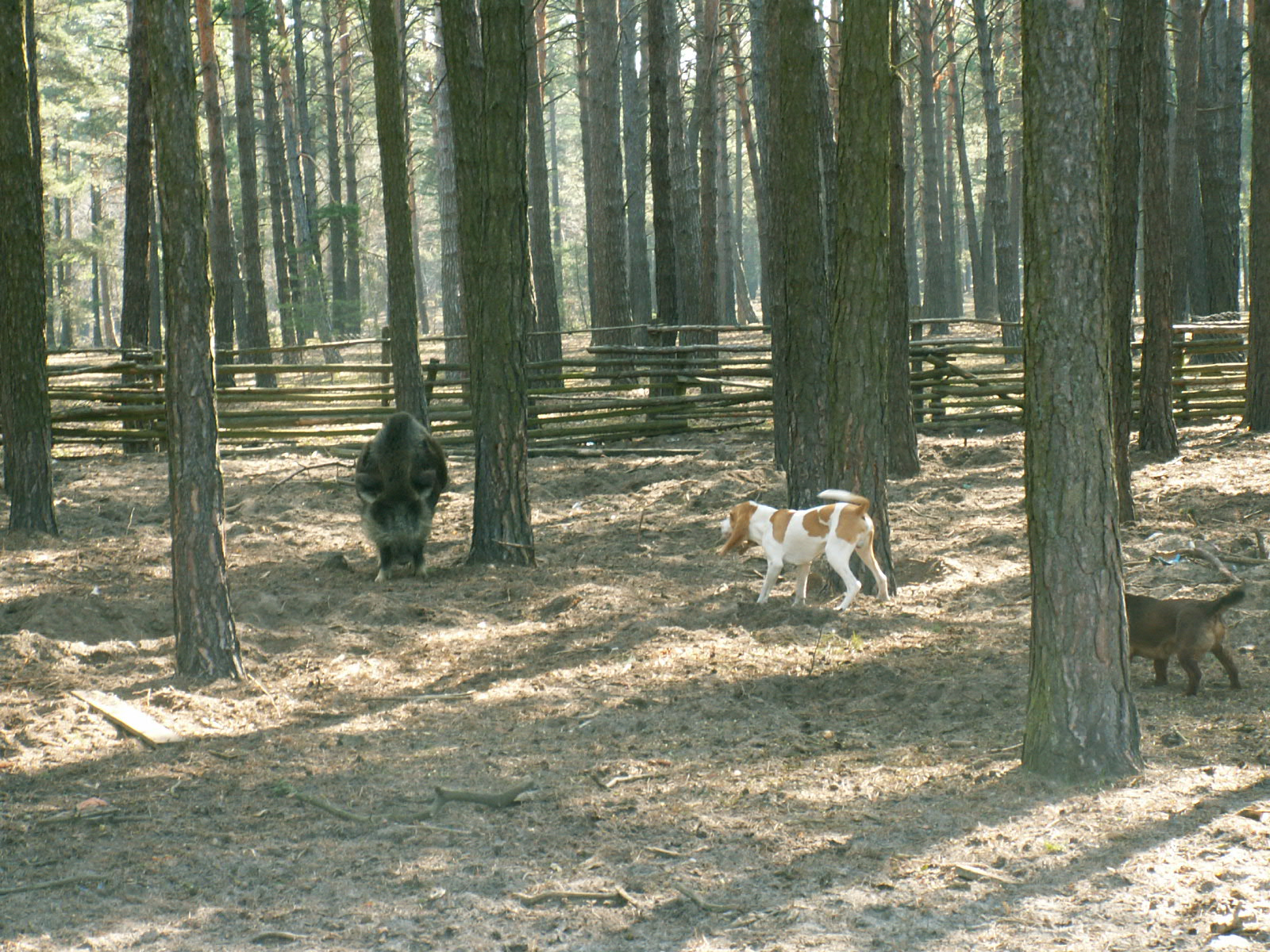
Schwyzer Laufhund bei der Arbeit

## Verwendung
Meutehund, Jagdhund auf Drück- und Treibjagden. Soll das Wild den Schützen zu treiben. Schweissarbeiten am Riemen arbeitet er nach guter Einarbeitung hervorragend und sauber aus. Spur- und Fährtenlaut sind bei dieser Rasse fest verankert. Während Drückjagden hört man den Hund auf weite Entfernung jagen. Er nutzt verschiedene Spurlaute bei unterschiedlichem Wild.